# Pio XII (metropolitana di Madrid)
Pio XII è una stazione della Metropolitana di Madrid della linea 9.
Si trova sotto all'omonima avenida nel distretto di Chamartín.

## Storia
È stata inaugurata il 30 dicembre 1983 insieme al prolungamento dell'allora linea 9B (anche conosciuta come 9N) da Plaza de Castilla a Avenida de América, passando a far parte dell'attuale linea 9 il 24 febbraio 1986.

## Accessi
Vestibolo Pío XII
- Avenida de Pío XII Avenida de Pío XII, 4

Vestibolo Manuel Montilla Vestibolo momentaneamente chiuso
- Avenida de Pío XII Avenida de Pío XII, 16 (angolo con Calle Manuel Montilla)